# Ryan Dolan
Ryan Dolan (Strabane, 22 luglio 1985) è un cantante britannico, che ha rappresentato l'Irlanda all'Eurovision Song Contest 2013.

## Carriera
Il suo brano Only Love Survives ha vinto la selezione irlandese per l'Eurovision Song Contest 2013, rappresentandola in quell'anno. Si è esibito nella prima semifinale alla Malmö Arena il 14 maggio 2013, qualificandosi alla finale, tenutasi quattro giorni dopo, in cui è arrivato ultimo, ricevendo cinque punti da tre Stati diversi. Ha pubblicato il suo album di debutto, Frequency, il 13 maggio 2013.

## Vita privata
In un'intervista rilasciata su RTÉ, Dolan ha fatto coming out, dichiarando la propria omosessualità, con queste parole: " A scuola ero confuso sulla mia identità ed è stata molto dura crescere a causa di ciò. È stata dura farci i conti perché sapevo di essere omosessuale, ma non avevo il coraggio di parlarne con qualcuno ".